# Eitri
In de Noordse mythologie is Eitri een van de zonen van Ivaldi, een dwerg, meer bepaald een van de Svartalfer soort, die de magische smeedkunst verstaan.
Loki liet Eitri van een varkensvel in het fornuis, waarvan Brokkr de blaasbalgen bediende,  voor vruchtbaarheidsgod Freyr de ever Gullinbursti maken, met zijn gouden manen en borstels die in het duister gloeiden en gensters afwierpen.
Na deze prestatie fabriceerde Eitri ook de gouden ring Draupnir voor Odin en de hamer Mjollnir voor Thor.